# Тихонова, Людмила Викторовна
Людмила Викторовна Тихонова (урожд. Чухнова) (род. 4 апреля 1985 года) — российская пловчиха в ластах.

## Карьера
Воспитанница тульской спортивной школы «Дельфин». Начала спортивную карьеру в 1997 году. Спустя 3 года уже добилась первых успехов, попав в юношескую сборную команду России, которая на чемпионате Европы завоевала серебряные медали в эстафетном плавании.
Неоднократный призёр чемпионатов Мира, Европы и России.
В 2002 году окончила среднюю школу № 8 г. Тулы
В 2007 году окончила факультет физкультуры Тульского государственного педагогического университета им. Л. Н. Толстого.
10 лет регулярно выступала за сборную команду России на международных соревнованиях. В 2010 году родила дочку и сразу же вернулась в спорт. В 2012 году, вновь став чемпионкой Европы, закончила карьеру спортсменки и в 2013 году родила сына.
В данный момент работает инструктором в детском центре «Утёнок» и тренером в спортивной школе «Дельфин»